# Boiga guangxiensis
Espèce
Statut de conservation UICN

 LC  : Préoccupation mineure
Boiga guangxiensis  est une espèce de serpents de la famille des Colubridae.

## Répartition
Cette espèce se rencontre en Chine, au Laos et au Viêt Nam (où elle est très commune dans le nord du pays mais rare dans le sud).

## Description
Boiga guangxiensis est une espèce essentiellement nocturne. Un spécimen découvert par Ziegler et son équipe dans le parc national de Phong Nha-Kẻ Bàng au Viêt Nam mesurait 124 cm dont 42 cm pour la queue.

## Étymologie
Son nom d'espèce, composé de guangxi et du suffixe latin -ensis, « qui vit dans, qui habite », lui a été donné en référence au lieu de sa découverte, la réserve naturelle du Longgang dans la région autonome du Guangxi.

## Publication originale
- Wen, 1998 : Description of a new species of the genus Boiga (Serpentes: Colubridae) from China. Sichuan Journal of Zoology, vol. 17, n. 2, p. 51-52.